# 庄浪吴玠墓
庄浪吴玠墓，位于中国甘肃省庄浪县，为一个省级文物保护单位，类型为古墓葬。
庄浪吴玠墓的历史年代为南宋。